# 浙江刺足蛛
浙江刺足蛛（学名：Phrurolithus zhejiangensis）为光灰蛛科刺足蛛属的动物。在中国大陆，分布于浙江等地。该物种的模式产地在浙江。